# 艾托·迈基宁
艾托·迈基宁（芬蘭語：Aito Mäkinen，1927年1月4日—2017年1月30日），出生于芬兰图尔库，是一名芬兰电影导演、编剧和电影制片人。他在1963年至1999年，导演了超过45部电影。1964年的电影参演了第四届莫斯科电影节。
2017年1月30日，迈基宁去世于赫尔辛基，享年90岁。

## 外部来源

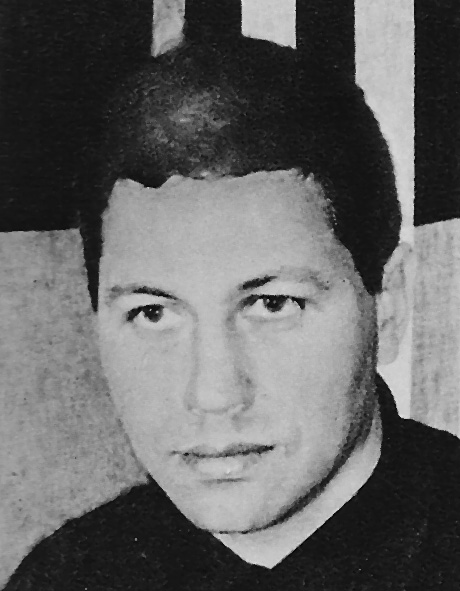
1960年代的艾托·迈基宁

- Aito Mäkinen在互联网电影资料库（IMDb）上的資料（英文）